# Luis de Córdova y Córdova
Pour les articles homonymes, voir Cordova.
Luis de Córdova y Córdova, né le 8 février 1706 à Séville et mort le 29 juillet 1796 à Cadix, est un officier de marine et aristocrate espagnol du XVIIIe siècle. Au cours d'une carrière de soixante ans dans l'Armada espagnole, il participe notamment à la lutte contre les corsaires barbaresques en Méditerranée et convoie des troupes espagnoles en Italie pendant la guerre de Succession de Pologne. Il se distingue pendant la guerre d'indépendance américaine et obtient le commandement des flottes combinées franco-espagnoles. Le succès relatif qu'il obtient au large du cap Spartel en 1782 ne permet toutefois pas au Grand siège de Gibraltar d'aboutir.

## Biographie

### Origines et jeunesse
Luis de Córdova y Córdova nait à Séville, il est le fils de Juan de Córdova Laso de la Vega y Puente, officier de marine, capitaine de vaisseau, et chevalier de l'Ordre de Calatrava, et de Clemencia de Córdova, fille du marquis de Valdo. Il est baptisé dans la paroisse San Miguel le 12 février.
Son attirance pour la carrière des armes et pour l'Armada apparaît très tôt ; à l'âge de 11 ans il embarque à bord du vaisseau de son père et à 13 ans, il effectue son premier voyage à destination de l'Amérique espagnole. En 1721, il intègre l'académie navale de Cadix et en 1723, il en sort avec le grade d'Alférez de Fragata (équivalent d'enseigne de vaisseau). La première partie de sa carrière militaire est ponctuée par des croisières et des combats victorieux à la mer qui lui valent le respect de ses supérieurs et les félicitations du roi Philippe V d'Espagne. En 1730, Córdova obtient le privilège de commander l'escorte navale du duc de Parme, l'infant Carlos de Borbón (futur Charles III d'Espagne), qui traverse la Méditerranée en route pour les champs de bataille en Italie, dans le cadre de la guerre de Succession de Pologne. Carlos et ses généraux avaient pour objectif de reconquérir le royaume de Naples pour le compte de l'Espagne à la bataille de Bitonto, avec l'aide d'une escadre navale commandée par Córdova.

### Guerre d'indépendance américaine
Il est connu en particulier pour avoir commandé, pendant la guerre d'indépendance des États-Unis, la flotte combinée franco-espagnole lors de la tentative de débarquement en Angleterre (1779). Il se distingue notamment par la capture de deux convois britanniques représentant un total de 79 bâtiments entre 1780 et 1782, dont 55 bâtiments lors de la l'action du cap Saint-Vincent, le 9 août 1780 dans un convoi composé d'Indiamen, et d'autres bâtiments de ravitaillement à 60 lieues du cap Saint-Vincent,. En 1782, il affronte la Royal Navy dans un combat à l'issue indécise au large du cap Spartel, mais ne peut empêcher les Anglais de briser le siège de Gibraltar en ravitaillant la forteresse.